# 于卓民
于卓民（1954年—），台北市人，現任為臺灣國立政治大學專任教授。

## 學經歷
美國密西根大學企業管理博士，國立政治大學企業管理學碩士，國立交通大學管理學學士。

## 主要職務
經濟部研究發展委員會研發委員，國立政治大學企業管理學系系主任，國立政治大學商學院代院長，小企業國家磐石獎評審委員，傑出經理人選拔評審委員，中國石油公司董事。
 

## 研究領域
國際企業管理、國際行銷管理、創業管理。